# Nostrano Valtrompia

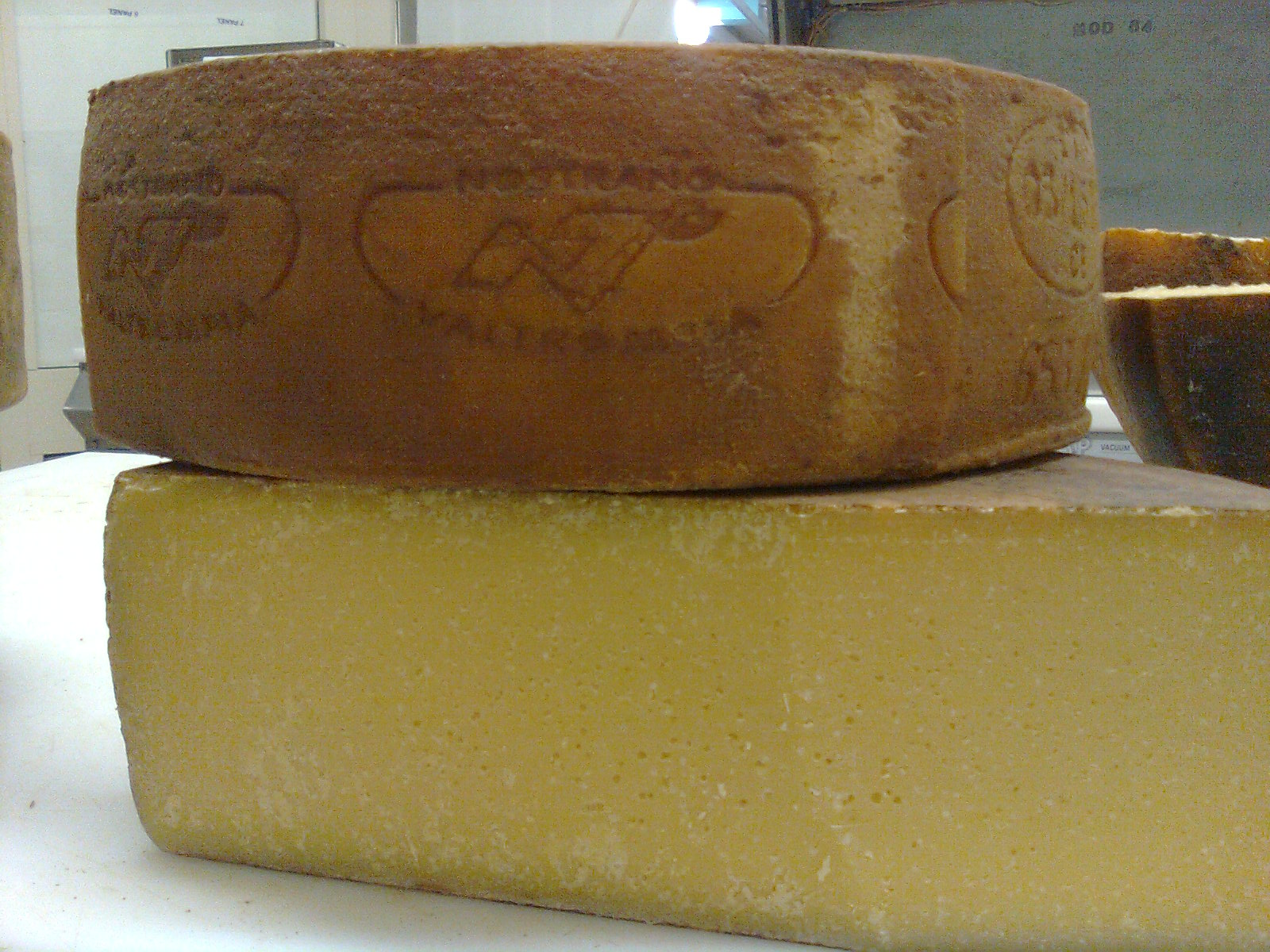
Nostrano Valtrompia

Nostrano Valtrompia ist ein italienischer extraharter Halbfettkäse mit geschützter Ursprungsbezeichnung. Benannt ist der Käse nach seinem Herstellungsgebiet im Val Trompia in der Provinz Brescia, Region Lombardei.

## Herkunft
Das Herstellungsgebiet umfasst die im Val Trompia liegenden Gemeinden Bovegno, Bovezzo, Brione, Caino, Collio, Concesio, Irma, Gardone Val Trompia, Lodrino, Lumezzane, Marcheno, Marmentino, Nave, Pezzaze, Polaveno, Sarezzo, Tavernole sul Mella und Villa Carcina sowie das Berggebiet der Gemeinde Gussago – einschließlich der Ortsteile Quarone und Civine.
Die Landschaft wird von steilen Hängen, schmalen Wiesen in Talsohlen und hügeligen Bergweiden geprägt. Die schwierigen Reliefbedingungen mit Weiden in mehr als 1.800 m Höhe führten zu einer kleinteiligen Erzeugerstruktur und erwiesen sich als Hindernis für die industrielle Milchverarbeitung. Im Val Trompia sind die Viehzüchter traditionell auch Käser und Affineure.
Die vorherrschende Rinderrasse ist Italienisches Braunvieh (Bruna alpina). Die Herden werden abhängig von den Witterungsverhältnissen zwischen Juni und September für mindestens 60 Tage auf Tal- oder Bergweiden gehalten.
Mindestens 75 % der Trockensubstanz der täglichen Futterration bestehen aus Gras oder Heu. Ergänzend werden Getreide- und Hülsenfrüchtekonzentrate sowie Nebenprodukte aus deren Verarbeitung sowie Viehsalz und Mineralien- und Vitaminkomplexe gefüttert.
50 % der Trockensubstanz der täglichen Futterration müssen aus Gras und/oder Heu aus dem aufgeführten Herkunftsgebiet bestehen. Maissilage darf nicht gefüttert werden.

## Geschichte
Die Herstellung des Nostrano Valtrompia ist seit 1484 dokumentiert. Dabei wurden im Detail die Herstellung und die Milchviehhaltung festgehalten. In der Regel wurden die Tätigkeiten des Käsers und Senners von der gleichen Person ausgefüllt und die Kenntnisse vom Vater auf den Sohn weitergegeben. Die Herstellung des Nostrano Valtrompia war im Valtrompia kulturell fest tradiert, so ist in einem mit 1490 datierten Dokument die Bewirtschaftung von Almen durch Fremde untersagt.
Mit dem Nostrano aus dem Val Trompia hat sich ausführlicher Carl von Czoernig-Czernhausen befasst, als er für den Vizekönig von Lombardo-Venetien Rainer von Österreich einen Bericht über die Landwirtschaft im lombardischen Teil des Königreichs Lombardo-Venetien in den Jahren 1835–1839 abfertigte, der für Ferdinand I. bestimmt war. Ende des 20. Jahrhunderts reifte die Idee heran, den Nostrano Valtrompia mit einer Ursprungsbezeichnung zu schützen.
2011 wurde ein entsprechender Antrag bei der Europäischen Union vorgelegt. Dem Antrag wurde 2012 stattgegeben und der Nostrano Valtrompia in das Register der geschützten Ursprungsbezeichnungen eingetragen.
Nach der Erlangung des Status einer geschützten Ursprungsbezeichnung stiegen weitere modern geführte Betriebe in die zertifizierte Erzeugungskette ein. Neuere rationell geführte Methoden der Viehhaltung machten deshalb in der Folge Anpassungen an der Produktspezifikation nötig.

## Herstellung
Die verwendete Milch muss zu mindestens 90 % von ins Zuchtbuch eingetragenen Italienischen Braunviehkühen stammen.
Nostrano Valtrompia wird ganzjährig aus teilentrahmter Rohmilch unter Zugabe von Safran (Crocus sativus) erzeugt. Die Safranzugabe zur Milch oder zum Bruch-Molke-Gemisch in einer Menge von 0,05 g bis 0,2 g/100 kg Milch verbessert das Aussehen des Käseteigs, der sonst bedingt durch die Teilentrahmung der Milch und das lokaltypische Grünfutter der Rinder eine übermäßige Grünfärbung annehmen könnte. Während der Reifezeit werden die Käselaibe mit Leinöl bestrichen um ein zu schnelles Austrocknen zu vermeiden, das sich negativ auf die Enzymaktivität auswirken und so den Geschmack beeinträchtigen würde.
Die Mindestreifezeit beträgt 12 Monate, der Gesamtzeitraum der Erzeugung vom Melken bis zum Abschluss des Salzvorgangs erstreckt sich über 13 Monate.
Die Erzeugung und Verarbeitung der Milch sowie die Trocknung und Reifung müssen im aufgeführten Herkunftsgebiet erfolgen.
Auch wenn der Nostra Valtrompia ganzjährig hergestellt wird, weist der in den Sommermonaten hergestellte Käse aufgrund der zahlreichen aromatischen Pflanzen auf den Weiden ein besonders intensives Aroma auf.
Für die Herstellung des Nostrano Valtrompia DOP sind lediglich sechs Hersteller im Valtrompia zertifiziert.

## Eigenschaften
Der Laib ist zylindrisch mit fast geraden Seitenflächen. Er hat einen Durchmesser von 30 bis 45 cm, eine Höhe von 8 bis 12 cm und wiegt zwischen 8 und 18 kg.
Die Rinde ist durch das Einölen hart und hat eine von gelbbraun bis rötlich variierende Färbung.
Der Teig ist von harter, aber nicht übermäßig körniger Konsistenz und kann mittelgroße, gleichmäßig verteilte Löcher aufweisen. Er hat eine – auch durch die Verwendung von Safran bedingte – strohgelbe, zu gelbgrün tendierende Farbe. Kennzeichnend sind ein geringer Feuchtigkeits- und Fettgehalt, der zu seiner harten, wenngleich nicht übermäßig körnigen Konsistenz führt, sowie das Fehlen von säuerlichen Geschmacksnoten.
Geschmack und Aroma sind voll und intensiv, bei sehr langer Reifung weist der Käse ganz leicht stechende Aromen auf.
Der Fettgehalt in der Trockenmasse beträgt 27,5 % bis 45 %, der maximale Feuchtigkeitsgehalt in der Frischmasse beträgt 36 %.

## Kennzeichnung und Handel
Nostrano Valtrompia wird als ganzer Laib und/oder portioniert vermarktet. Auf den Seitenflächen werden mehrmals ringförmig das Logo mit dem eingeprägten Schriftzug „Nostrano Valtrompia“ und die Kennnummer des Erzeugers angebracht. Die Portionen müssen so groß sein, dass ein Teil des Ursprungsnachweises auf der Seitenfläche erkennbar ist. Sie können in Vakuum- oder Schutzgasverpackungen abgepackt werden.
2023 wurden etwas mehr als 6 Tonnen Nostrano Valtrompia hergestellt, wobei ein Umsatz von 112.000 EUR generiert wurde.